# Wolfgang Fach
Wolfgang Fach (* 1944) ist ein emeritierter deutscher Politologe.

## Leben
Fach studierte von 1966 bis 1970 Politikwissenschaft, Öffentliches Recht und Soziologie in Freiburg und Berlin. An der Universität Konstanz wurde er 1972 promoviert und er habilitierte sich 1975.
Von 1975 bis 1982 war er in Konstanz Universitätsdozent, 1983 erhielt er eine Professur für Politik- und Verwaltungswissenschaften. 1992 wechselte er an die Universität Leipzig als Professor für Politische Theorie und Ideengeschichte. Von 2002 bis 2006 war er Dekan der Fakultät für Sozialwissenschaften und Philosophie und ab 2006 Prorektor für Lehre und Studium.

## Veröffentlichungen (Auswahl)
- mit Josef Esser und Wolfgang Fach: Krisenregulierung: zur politischen Durchsetzung ökonomischer Zwänge. Frankfurt am Main 1983, ISBN 3-518-11176-0.
- Die Hüter der Vernunft (1999);
- Politische Ethik (2003);
- Die Regierung der Freiheit (2003);
- Das Verschwinden der Politik (2008);
- Regieren: Die Geschichte einer Zumutung (2016).